# Hilma Granqvist
Hilma Natalia Granqvist (Sipoo, 17 luglio 1890 – Helsinki, 25 febbraio 1972) è stata un'antropologa e sociologa finlandese.

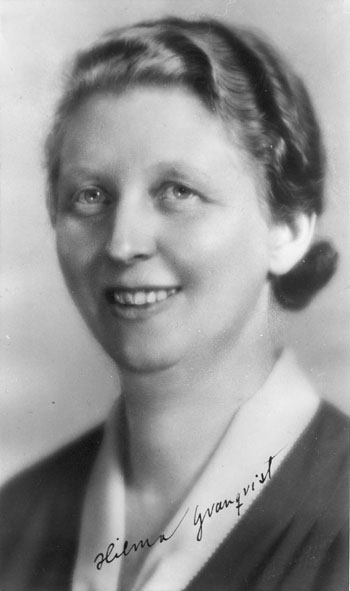
Hilma Granqvist.

Appartenente alla minoranza parlante svedese, condusse ricerche di campo in Palestina. Studiò con Edvard Westermarck.

## Studi
Negli anni venti del XX secolo la Granqvist giunse nel villaggio di Arṭās, a una ventina di minuti a piedi da Betlemme (1,5 km di distanza), nell'allora Palestina mandataria, per condurvi ricerche sulle donne nell'Antico Testamento. Si era recata in Palestina "per cercarvi gli antenati ebraici dei personaggi delle Sacre Scritture". Ciò che ella invece rintracciò fu un popolo palestinese con una distinta cultura e un distinto modo di vivere. Cambiò allora l'oggetto della sua ricerca per condurre a termine una piena indagine sui costumi, le abitudini e il modo di pensare della popolazione di quel villaggio. La Granqvist vi restò fino al 1931, documentandone ogni aspetto di vita. Così facendo scattò centinaia di fotografie", diventate imprescindibili documenti di grande rilevanza storica.
Di notevole interesse sono i suoi studi sulle classi di età femminili in funzione del matrimonio, con la documentazione di un preciso lessico che è oltremodo utile anche per gli studiosi di dialettologia araba.

## Opere
- 1931: Marriage conditions in a Palestinian village I. Helsingfors, Societas Scientiarum Fennica.
- 1935: Marriage conditions in a Palestinian village II. Helsingfors, Societas Scientiarum Fennica.
- 1947: Birth and childhood among the Arabs: studies in a Muhammadan village in Palestine. Helsingfors, Söderström. (Reprinted 1975, New York, AMS Press. ISBN 0-404-57447-5)
- 1950: Child problems among the Arabs: studies in a Muhammadan village in Palestine. Helsingfors, Söderström.
- 1965: Muslim death and burial: Arab customs and traditions studies in a village in Jordan. Helsingfors, Societas Scientiarum Fennica
- 1981: Portrait of a Palestinian village: the photographs of Hilma Granqvist. Editor Karen Seger, with a foreword by Shelagh Weir. London: Third World Centre for Research and Publishing. ISBN 0-86199-006-4